# Elisabeth von Koch
Elisabeth Eleonore Katharina Therese Susanne Edle von Koch auf Rohrbach (* 22. März 1974 in München) ist eine deutsche Schauspielerin und Synchronsprecherin.

## Leben
Ihre Ausbildung absolvierte Elisabeth von Koch an der Universität für Musik und darstellende Kunst Graz. Als Synchronsprecherin leiht sie u. a. Frida Hallgren im Film Wie im Himmel ihre Stimme. Elisabeth von Koch hat zwei Söhne und lebt in München. Ihr Bruder Sebastian Rohrbach ist ebenfalls als Schauspieler tätig.

## Filmografie (Auswahl)
- 1993: Ab nach Tibet!
- 1994: Tatort – Klassen-Kampf (Fernsehreihe)
- 1995: Die Flughafenklinik
- 1996: 31. März – Ab April wird alles besser
- 1997: Sophie – Schlauer als die Polizei – Eiszeit
- 1998: Zugriff – Total verdrängt
- 1999: Florian – Liebe aus ganzem Herzen
- 1999: Tatort – Norbert
- 2000: Ein Fall für Zwei – Schmutzige Wäsche
- 2001: Der Bulle von Tölz: Tödliches Dreieck
- 2002: Mit Herz und Handschellen
- 2003: Die Sitte – Stiller Schrei
- 2004: Der Untergang
- 2005: Heiraten macht mich nervös
- 2005: Helen, Fred und Ted
- 2005: Oktoberfest
- 2006: Küstenwache – Unsichtbare Bedrohung
- 2006: Die Rosenheim-Cops – Die Gattin des Anwalts
- 2007: Die andere Hälfte des Glücks
- 2007: Stadt, Land, Mord! – Sittenwidrig
- 2007: Tatort – Kleine Herzen
- 2008: Kommissarin Lucas – Wut im Bauch
- 2008: SOKO 5113 – Ein schmutziges Geschäft
- 2008: Meine Mutter, mein Bruder und ich!
- 2008: Todsünde
- 2009: Entführt
- 2009: Lilly Schönauer
- 2010: Wiedersehen mit einem Fremden
- 2010: Schmidt und Schwarz
- 2011: Weniger ist mehr
- 2011: Judengasse
- 2012: Tom und Hacke
- 2014–2019: Dr. Klein (Fernsehserie)
- 2015: Die Rosenheim-Cops – Der Weihnachtsmann ist tot
- 2015: Der Alte – (395) Tödlicher Verrat
- 2016: Kinder sind Engel (Kurzfilm)
- 2017: Mein Blind Date mit dem Leben
- 2017: Hubert und Staller – (100) Alles wird gut
- 2019: Hartwig Seeler – Gefährliche Erinnerung
- 2019: Praxis mit Meerblick – Der einsame Schwimmer
- 2019: In aller Freundschaft – Am Ende der Welt
- 2019: SOKO München – Ungleiche Brüder
- seit 2019: SOKO Stuttgart (Fernsehserie)
- 2020: Billy Kuckuck – Aber bitte mit Sahne!
- 2021: In aller Freundschaft – Die jungen Ärzte – Freundschaftsehe

## Synchronrollen (Auswahl)

### Filme
- 2005: Sally Field als Carrie/„Frog“ in Das ausgekochte Schlitzohr ist wieder auf Achse
- 2005: Rachael Taylor als Schönheit/Sphinx in Herkules
- 2005: Kikuko Inoue als Maki in Kikis kleiner Lieferservice
- 2007: Janeane Garofalo als Colette in Ratatouille
- 2012: Elizabeth Debicki als Maureen in Die Trauzeugen
- 2013: Audrey Tautou als Martine in Beziehungsweise New York
- 2014: Lake Bell als Brenda Paauwe in Million Dollar Arm
- 2014: Pamela Adlon als Vidia in Tinkerbell und die Legende vom Nimmerbiest
- 2015: Lake Bell als Annie Dwyer in No Escape
- 2019: Audrey Lamy als Marilyn Santos in Rebellinnen – Leg’ dich nicht mit ihnen an!
- 2019: Eva Green als Colette Marchant in Dumbo
- 2024: Megumi Hayashibara als Sailor Galaxia in Sailor Moon Cosmos

### Serien
- 2010: Elizabeth Bogush als Dr. Elizabeth Gavillan / Dr. Jill Sinclair in Gemini Division
- 2014: Lisa Bonet als Detective Maya Daniels in Life on Mars
- 2015: Lisa Bonet als Sky Van Der Veen in The Red Road
- 2015–2020: Emily Hampshire als Stevie Budd in Schitt’s Creek
- 2016: Elizabeth Bogush als Kay Fairburn in The Messengers
- 2016: Jennifer Esposito als Calista Raines in Mistresses